# 11. Budapesti Nemzetközi Cirkuszfesztivál
A 11. Budapesti Nemzetközi Cirkuszfesztivál (angolul: 11th International Circus Festival of Budapest) 2016. január 7. és 11. között került megrendezésre Budapesten, a Fővárosi Nagycirkuszban. Az „A” műsorra január 7-én és 10-én, a „B” műsorra január 8-án és 9-én került sor. A gálaműsort január 11-én tartották.
A produkciók jelentkezési határideje 2015. május 15. volt. 2015. október 26-án kezdték meg a jegyek árusítását a fesztiválra. A fesztivál részletes programja december 29-én került nyilvánosságra.
A nemzetközi versenyt a Fesztikon című műsor követte, amely 2016. január 16-tól február 28-ig volt látható a Fővárosi Nagycirkuszban.

## A fesztivál
A versenyt 2016. január 7. és 11. között tartották. Ez idő alatt, tizenhárom ország artistaművészei léptek a közönség és a zsűri elé két műsorban, három-három előadásban. Továbbá versenyen kívül került megrendezésre a magyar gála, amelyen a Baros Imre Artistaképző növendékei és független magyar csapatok léptek fel. Az eseménysort a zárónapi gálaelőadások zárták, ahol átadták a fesztivál nagydíjait: az Arany, az Ezüst és a Bronz Pierrot-díjakat.
A fesztivál megrendezése előtt, 2015. november 30-án váratlanul leváltották a Fővárosi Nagycirkusz igazgatói posztjáról Richter Józsefet, aki így a műsorrendezés utolsó fázisában kényszerült távozni, mivel ekkor már leszerződtette a művészeket a fesztiválra. A Nagycirkusz új igazgatója Fekete Péter, a nemzeti cirkuszművészeti stratégia kidolgozásáért felelős miniszteri biztos lett, így ő felelt a fesztivál lebonyolításáért is.
A fesztiválhoz kapcsolódóan január 11-én délelőtt rendezték meg a Széchenyi fürdő Márványtermében az Európai Cirkuszszövetség (ECA) konferenciáját, amelyen a cirkuszművészet presztízsének növeléséről, társadalmi üzenetéről és a cirkuszi hang–, fény– és videotechnikai újdonságokról tanácskoztak a szakma hazai és külföldi képviselői. A kétórás konferencia angol nyelven zajlott. Továbbá, kiállítással köszöntették a Los Angelesben élő magyar származású bűvészt, Franz Czeisler Tihany-t 100. születésnapja alkalmából, aki 1996 óta a Budapesti Nemzetközi Cirkuszfesztivál zsűrijének állandó tagja, 2004-től pedig örökös elnöke. A cirkuszművész Las Vegasból küldött videóüzenetet, amit a közönség először a fesztivál első napján nézhetett végig a Nagycirkusz épületére kivetítve. Nagyon sok szeretet kaptam mindazoktól, akik megnyitották ezt a fesztivált 20 évvel ezelőtt. Nagyon sok szeretetet kaptam tőletek, és kívánok nektek nagyon sok erőt, egészséget. A magyar cirkusz és a nemzetközi cirkusz éljen sokáig! És ne hagyjátok el! Nagyon köszönöm! Puszilok mindenkit sok szeretettel! – mondta Czeisler Ferenc Tihany köszöntőjében.

## A fesztivál programja
| Műsor                    | Dátum            | Időpont |
| ------------------------ | ---------------- | ------- |
| „A” műsor                | 2016. január 7.  | 19:00   |
| „B” műsor                | 2016. január 8.  | 19:00   |
| Ifjúsági és magyar műsor | 2016. január 9.  | 11:00   |
| „B” műsor                | 2016. január 9.  | 15:00   |
| „B” műsor                | 2016. január 9.  | 19:00   |
| „A” műsor                | 2016. január 10. | 11:00   |
| „A” műsor                | 2016. január 10. | 15:00   |
| Gálaműsor                | 2016. január 11. | 15:00   |
| Gálaműsor (díjátadóval)  | 2016. január 11. | 19:00   |

## A zsűri tagjai
Minden versenyző produkcióját – a tradíciók szerint – a nemzetközi, szakmai zsűri értékelte. A versenybíróság tagjai a világ jelentős cirkuszainak és varietéinek vezetői voltak.
- Francz Czeisler Tihany – a Circus Tihany Spectacular elnöke (USA) a zsűri örökös, tiszteletbeli elnöke
- Eugene Chaplin – a zsűri elnöke, a Vaudreuil-Dorion Nemzetközi Cirkuszfesztivál tanácsadója és a Vevey Comedy Festival elnöke (Kanada)
- Fabrice Becker – a Cirque du Soleil kreatív igazgatója (Kanada)
- Oleg Chesnokov – a Rosgoscirk művészeti vezetője (Oroszország)
- Peter Dubinsky – a Firebird Productions Inc. tulajdonosa (USA)
- Valérie Fratellini – a Fratellini Akadémia igazgatója (Franciaország)
- Helmuth Grosscurth – az Európai Cirkuszszövetség (ECA) vezérigazgatója (Németország)
- Fabio Montico – a Latinai Nemzetközi Cirkuszfesztivál elnöke (Olaszország)
- Lyudmila Schevchenko – a kijevi Ukrán Nemzeti Cirkusz igazgatója (Ukrajna)
- Sun Lili – a Kínai Nemzeti Akrobatacsoport kreatív igazgatója és a Pekingi Akrobataiskola művészeti igazgatója (Kína)
- Eötvös Tibor – az újjáépített Eötvös Cirkusz alapítója és az Artistaművészek Szakszervezetének elnöke (Magyarország)

Ebben az évben először, a fesztivál szervezői létrehozták a magyar cirkuszigazgatók páholyát, ahová a magyar utazócirkuszok igazgatóit invitálták meg. Ők a fesztivál zsűrijéhez hasonlóan értékelték a versenyzőket és az általuk legjobbnak tartott művésznek adták át a magyar cirkuszigazgatók különdíját. A magyar cirkuszigazgatók zsűrijének tagjai Eötvös Loránd, az Eötvös Cirkusz igazgatója; Ádám Henrik, a Hungária Cirkusz igazgatója; Kraj Eduárd, a Magyar Klasszikus Nagycirkusz igazgatója; Richter Róbert, a Ramiro Maximus Cirkusz igazgatója és Szondik Péter, cirkuszművészeti szakember voltak.
A zsűri tagjai mellett a müncheni Krone Cirkusz casting direktora, a Ringling Bros. and Barnum & Bailey Cirkusz talent igazgatója, a német Roncalli Cirkusz igazgatója, a lett Rigas Cirks igazgatója, az angol Blackpool Tower Circus igazgatója, a mexikói Pueblai Egyetem Cirkuszi Tanszékének elnöke, az amszterdami Royal Theater Carré Cirkusz igazgatója, a International Circus Stardust Entertainment direktora és a párizsi Moulin Rouge művészeti vezetője is részt vett a fesztiválon.

## A résztvevők
2015. november 25-én egy sajtótájékoztató keretein belül jelentették be, hogy a fesztiválon 13 ország artistaművésze vesz részt. Ezek a következők voltak: az Amerikai Egyesült Államok, Franciaország, Kolumbia, Ghána, Németország, Magyarország, Mongólia, Spanyolország, Portugália, Románia, Olaszország, Oroszország és Ukrajna. A résztvevők előzetes névsorát 2015. december 2-án ismertették, majd a részletes program december 29-én került nyilvánosságra.
Először vett részt ghánai artistaművész a versenyen. Az országot Isaac Aborah zsonglőr képviselte az „A” műsorban. 18 év után ismét volt mongóliai versenyző a fesztiválon Heejin D személyében. Az eddigi egyetlen Mongóliát képviselő résztvevő az 1998-as fesztiválon bronz-díjat nyert Jagaantsetseg nevű hajlékony akrobatákból álló csoport volt.
A legtöbb versenyzőt Oroszország indította, összesen hetet.
Másodjára vett részt az orosz Urunov-család, akik lovas magasiskola produkciójukkal 2002-ben, a 4. Budapesti Nemzetközi Cirkuszfesztiválon bronz-díjat nyertek.
A Fővárosi Nagycirkusz 2015. október 3. és december 31. között futott Balance című előadásának néhány fellépője is lehetőséget kapott a fesztiválon való szereplésre. Közülük az egyik a kolumbiai Gerling csoport, akik magasdrót-számukban a világon egyedülálló módon, 7 emberből álló piramist fognak bemutatni védőháló és biztosítókötél nélkül. Továbbá, a Gerling csoport négy tagja halálkerék-produkciót is bemutatott a fesztiválon. Ezen kívül, a „B” műsorban lépett fel az román X–Treme Brothers erőemelő számukkal, illetve az „A” műsorban szerepelt az amerikai egyesült államokbeli Farfan csoport trapézszáma, akik az őszi műsor mellett a Nagycirkusz 2015-ös nyári Circussimo! című műsorában is felléptek.
Ezúttal, Magyarországot három produkció képviselte a fesztiválon. 1998 után először fordult elő, hogy két azonos zsánerű számot bemutató magyar artistaprodukció indult egy versenyen: az „A” műsorban a Trio Power Line formáció, a „B” műsorban pedig a Silver Power duó mutatott be erőemelő számot. A harmadik magyar résztvevő a Baros Imre Artistaképzőben végzett Biritz Ákos volt gurtniszámával.
Így összesen 13 ország 38 produkciója vett részt a tizenegyedik versenyen.
A korábbi évekkel ellentétben, a előadások nyitóképét nem a Baros Imre Artistaképző növendékei, hanem az Experidance, magyar néptáncegyüttes produkciója adta. Az eddigi egy konferanszié szerepét az úgynevezett „Amőbák” vették át, akik magyar és angol nyelven ismertették a műsorszámokat végigkísérve az egész előadást. A fesztivál műsorvezető csapatának tagjai: Dienes István, Dunai Csenge, Herczeg Dávid, Juhász Máté, Kardos Levente, Maka Gyuszi, Ormándy M. Keve, Terebesi Tamás és Tóth Fábián voltak.

## A fesztivál fellépő művészei

### „A” műsor
Az „A” műsort 2016. január 7-én, csütörtökön 19 órakor és január 10-én, vasárnap 11 és 15 órakor mutatták be a Fővárosi Nagycirkuszban. Az előadás hossza szünettel együtt körülbelül 2 és fél óra volt. A nemzetközi, szakmai zsűri szavazatai alapján a legjobbak bekerültek a gálaműsorba. 19 produkció lépett porondra, ami az eddigi legmagasabb létszám volt.
A műsort az ExperiDance táncos produkciója nyitotta meg.
| #  | Előadó          | Szám                   | Ország        | Eredmény          |
| -- | --------------- | ---------------------- | ------------- | ----------------- |
| 01 | Paul Chen       | monocikli              | Németország   | —                 |
| 02 | Totti Alexis    | bohóc                  | Spanyolország | —                 |
| 03 | Fratelli Rossi  | ikária                 | Spanyolország | —                 |
| 04 | Biritz Ákos     | gurtniszám             | Magyarország  | —                 |
| 05 | Duo Acro        | létraszám              | Oroszország   | —                 |
| 06 | Isaac Aborah    | zsonglőr               | Ghána         | —                 |
| 07 | Duo Phykov      | drótszám               | Oroszország   | —                 |
| 08 | Family Urunov   | Liberty – lovas szám   | Oroszország   | —                 |
| 09 | Totti Alexis    | bohóc                  | Spanyolország | —                 |
| 10 | The Gerlings    | halálkerék             | Kolumbia      | —                 |
| 11 | Flying Farfans  | fliegende              | USA           | Ezüst Pierrot-díj |
| 12 | Totti Alexis    | bohóc                  | Spanyolország | —                 |
| 13 | Artists         | görgőszám              | Ukrajna       | —                 |
| 14 | Heejin D        | kézegyensúlyozás       | Mongólia      | —                 |
| 15 | Family Urunov   | Cabriolet – lovas szám | Oroszország   | —                 |
| 16 | Vitaly Mironov  | zsonglőr               | Oroszország   | —                 |
| 17 | Trio Power Line | erőemelő szám          | Magyarország  | Bronz Pierrot-díj |
| 18 | Totti Alexis    | bohóc                  | Spanyolország | —                 |
| 19 | Skokov csoport  | hintaszám              | Oroszország   | Ezüst Pierrot-díj |

A műsort a finálé zárta, ahol a fellépő művészek még egyszer felvonultak.

### „B” műsor
A „B” műsort 2016. január 8-án, pénteken 19 órakor és január 9-én, szombaton 15 és 19 órakor mutatták be a Fővárosi Nagycirkuszban. Az előadás hossza szünettel együtt körülbelül 2 és fél óra volt. A nemzetközi, szakmai zsűri szavazatai alapján a legjobbak bekerültek a gálaműsorba. 19 produkció lépett porondra, ami az eddigi legmagasabb létszám volt.
A műsort az Experidance táncos produkciója nyitotta meg.
| #  | Előadó           | Szám                 | Ország        | Eredmény          |
| -- | ---------------- | -------------------- | ------------- | ----------------- |
| 01 | Emil Faltyny     | létraszám            | Csehország    | —                 |
| 02 | Mr. Lorenz       | bohóc                | Olaszország   | —                 |
| 03 | Jeton            | zsonglőr             | Németország   | —                 |
| 04 | Family Urunov    | Liberty – lovas szám | Oroszország   | —                 |
| 05 | Duo Trapeze      | levegőszám           | Oroszország   | —                 |
| 06 | Dias Family      | ikária               | Portugália    | Bronz Pierrot-díj |
| 07 | Mr. Lorenz       | bohóc                | Olaszország   | —                 |
| 08 | Nicol Nicols     | drótszám             | Spanyolország | Bronz Pierrot-díj |
| 09 | X–Treme Brothers | handstand            | Románia       | Bronz Pierrot-díj |
| 10 | Extreme Fly      | nyújtószám           | Ukrajna       | —                 |
| 11 | Mr. Lorenz       | bohóc                | Olaszország   | —                 |
| 13 | Eonys Goncalves  | rúdszám              | Franciaország | —                 |
| 14 | Dias Family      | létraszám            | Portugália    | —                 |
| 15 | Sergiy Novikov   | gurtniszám           | Ukrajna       | —                 |
| 16 | Silver Power     | erőemelő szám        | Magyarország  | Bronz Pierrot-díj |
| 17 | Duo Non-Stop     | görgőszám            | Ukrajna       | —                 |
| 18 | Mr. Lorenz       | bohóc                | Olaszország   | —                 |
| 19 | The Gerlings     | magasdrótszám        | Kolumbia      | Arany Pierrot-díj |

A műsort a finálé zárta, ahol a fellépő művészek még egyszer felvonultak.

### Ifjúsági és magyar műsor
Az ifjúsági és magyar műsor 2016. január 9-én, szombaton 11 órakor, versenyprogramon kívül került megrendezésre. A műsorban a  Baross Imre Artistaképző növendékei és az éppen Magyarországon tartózkodó artista csapatok léptek fel. Az előadás műsorvezetője Vincze Tünde volt.
| #  | Produkció              | Szám                     |
| -- | ---------------------- | ------------------------ |
| 01 | The Ball               | kortárs cirkuszmű        |
| 02 | Duo Urbán              | gurtniszám               |
| 03 | Németh Jennifer        | kaucsuk-handstand szám   |
| 04 | Duo Claire             | hálószám                 |
| 05 | Kraj Henrik            | ostorszám                |
| 06 | Linda Carannante       | görkorcsolya-gurtni szám |
| 07 | Hungarian Devils       | dobóakrobata szám        |
| 08 | Szilvia                | kötélszám                |
| 09 | The OG Juniors         | deszkaszám               |
| 10 | Kovács Dóra            | drótszám                 |
| 11 | Kiss Jennifer és Gábor | gurtniszám               |
| 12 | Cap Crew               | deszkaszám               |
| 13 | Szulita és Dennis      | kötélszám                |
| 14 | Lui Nereusz            | komikus hanstand         |
| 15 | Betty and Sandy        | trapézszám               |
| 16 | Teibler csoport        | ugródeszkaszám           |
| 17 | Rhythm-Game            | finálé                   |

### Gálaműsor
A gálaműsor 2016. január 11-én, hétfőn 15 és 19 órakor került megrendezésre. Az első előadás hossza szünettel együtt körülbelül 2 és fél óra, a második előadásé 3 és fél óra volt. A program az „A” és a „B” műsor – a szakmai zsűri által legjobbnak ítélt – fellépőiből állt össze. A 19 órakor kezdődő gálaműsor végén került sor a fesztivál nagydíjak, a Pierrot-díjak és az egyes különdíjak átadására.
A műsort az Experidance táncos produkciója nyitotta meg.

#### Gálaműsor – 15:00
| #  | Előadó          | Szám             | Ország        |
| -- | --------------- | ---------------- | ------------- |
| 01 | Emil Faltyny    | létraszám        | Csehország    |
| 02 | Jeton           | zsonglőr         | Németország   |
| 03 | Artists         | görgőszám        | Ukrajna       |
| 04 | Heejin D        | kézegyensúlyozás | Mongólia      |
| 05 | Totti Alexis    | bohóc            | Spanyolország |
| 06 | Dias Family     | létraszám        | Portugália    |
| 07 | Silver Power    | erőemelő szám    | Magyarország  |
| 08 | Extreme Fly     | nyújtószám       | Ukrajna       |
| 09 | Mr. Lorenz      | bohóc            | Olaszország   |
| 10 | Eonys Goncalves | rúdszám          | Franciaország |
| 11 | Sergiy Novikov  | gurtniszám       | Ukrajna       |
| 12 | Vitaly Mironov  | zsonglőr         | Oroszország   |
| 13 | Totti Alexis    | bohóc            | Spanyolország |
| 14 | Skokov csoport  | hintaszám        | Oroszország   |

#### Gálaműsor – 19:00
| # | Előadó           | Szám             | Ország        |
| - | ---------------- | ---------------- | ------------- |
|   | Emil Faltyny     | létraszám        | Csehország    |
|   | Isaac Aborah     | zsonglőr         | Ghána         |
|   | Fratelli Rossi   | ikária           | Spanyolország |
|   | Duo Trapeze      | levegőszám       | Oroszország   |
|   | Duo Non-Stop     | görgőszám        | Ukrajna       |
|   | Heejin D         | kézegyensúlyozás | Mongólia      |
|   | Biritz Ákos      | gurtniszám       | Magyarország  |
|   | Mr. Lorenz       | bohóc            | Olaszország   |
|   | Totti Alexis     | bohóc            | Spanyolország |
|   | Flying Farfans   | fliegende        | USA           |
|   | Trio Power Line  | erőemelő szám    | Magyarország  |
|   | Skokov csoport   | hintaszám        | Oroszország   |
|   | Dias Family      | ikária           | Portugália    |
|   | Nicol Nicols     | drótszám         | Spanyolország |
|   | X–Treme Brothers | handstand        | Románia       |
|   | Silver Power     | erőemelő szám    | Magyarország  |
|   | The Gerlings     | magasdrótszám    | Kolumbia      |

A műsort a finálé zárta, ahol a fellépő művészek még egyszer felvonultak.

## A fesztivál díjazottjai
| Díj           | Nyertes          | Ország        | Szám          | Átadta                                           |
| ------------- | ---------------- | ------------- | ------------- | ------------------------------------------------ |
| Arany Pierrot | The Gerlings     | Kolumbia      | magasdrótszám | Eugene Chaplin, Fekete Péter                     |
| Ezüst Pierrot | Flying Farfans   | USA           | fliegende     | Helmut Grosscurth, Szalay-Bobrovniczky Alexandra |
| Ezüst Pierrot | Skokov csoport   | Oroszország   | hintaszám     | Závogyán Magdolna, Fabrice Becker                |
| Bronz Pierrot | Trio Power Line  | Magyarország  | erőemelő szám | dr. Réthelyi Miklós, Román Sándor                |
| Bronz Pierrot | Nicol Nicols     | Spanyolország | drótszám      | Eötvös Tibor, Habsburg György                    |
| Bronz Pierrot | Silver Power     | Magyarország  | erőemelő szám | Endrész László, Fabio Montico                    |
| Bronz Pierrot | Dias Family      | Portugália    | ikária        | Peter Dubinsky, Lyudmila Schevchenko             |
| Bronz Pierrot | X–Treme Brothers | Románia       | handstand     | Sun Lili, Graeser József                         |

A nemzetközi szakértőkből álló zsűri döntése alapján a 11. Budapesti Nemzetközi Cirkuszfesztivál fődíjat, az Arany Pierrot-díjat a kolumbiai The Gerlings csoport nyerte el magasdrótszámával. A fesztivál története során először nyert dél-amerikai artistaprodukció. A zsűri eredetileg az egyesült államokbeli Flying Farfans-nak is arany díjat akart adni, de végül Fekete Péter, miniszteri biztos, a MACIVA és a Fővárosi Nagycirkusz igazgatója kérésére trapézprodukciójuk ezüst fokozatot kapott. A fesztiváligazgató meggyőződése szerint több arany díj kiosztása értéktelenítette volna annak értéket, presztízsét és a fesztivál rangját. Megjegyzendő, hogy az előző versenyen három Arany Pierrot-díjat adtak át.
A Farfan csoporton kívül, Ezüst Pierrot-díjjal jutalmazták a Skokov csoport hintaszámát Oroszországból. Az eredeti kiírás szerinti három helyett, öt bronz díj került átadásra. Így bronz fokozatot nyert a portugál Dias Brothers, Nicol Nicols Spanyolországból, a román X–Treme Brothers, valamint a három magyar produkció közül a Trio Power Line és a Silver Power formáció. Érdekesség, hogy mindkét nyertes magyar csoport erőemelő számmal lépett fel a fesztiválon.
Az eredményeket már vasárnap este, a Széchenyi fürdő télikertjében rendezett zártkörű fogadáson közölték a művészekkel és a sajtóval, de a hétfő esti gálaműsoron ünnepélyes keretek között is bejelentették a helyezéseket és átadták a díjakat.

### Különdíjak
A fesztivál nagydíjai mellett odaítélésre kerültek a zsűri tagjai által felajánlott különdíjak is. A Fővárosi Önkormányzat a 2012-ben alapított Budapest-díjjal jutalmazta a legjobb artistaprodukciót. Korábban ezt a díjat a legjobb magyar artistaprodukció érdemelte ki.
Az Európai Cirkuszszövetség (ECA) különdíját Graeser József, a Fővárosi Nagycirkusz szakmai vezetője nyerte.
| Különdíj                                        | Nyertes        | Szám          | Ország        | Átadta[megj. 1]                   |
| ----------------------------------------------- | -------------- | ------------- | ------------- | --------------------------------- |
| Budapest-díj                                    | Flying Farfans | fliegende     | USA           | Szalay-Bobrovniczky Alexandra     |
| A magyar cirkuszigazgatók különdíja             | Dias Family    | létraszám     | Portugália    | A magyar cirkuszigazgatók zsűrije |
| Sajtó-különdíj                                  | Heejin D       | handstand     | Mongólia      | Gazsó L. Ferenc és Fekete Péter   |
| A Cirque du Soleil különdíja                    | Duo Phykov     | drótszám      | Oroszország   | Fabrice Becker                    |
| A Firebird Production különdíja                 | Fratelli Rossi | ikária        | Spanyolország | Peter Dubinsky                    |
| A kijevi Ukrán Nemzeti Cirkusz különdíja        | Emil Faltyny   | létraszám     | Csehország    | Lyudmila Schevchenko              |
| A Latinai Nemzetközi Cirkuszfesztivál különdíja | Biritz Ákos    | gurtniszám    | Magyarország  | Fabio Montico                     |
| A Német Cirkuszbarátok Szövetségének különdíja  | Jeton          | zsonglőr      | Németország   |                                   |
| Az Artista Szakszervezet különdíja              | Silver Power   | erőemelő szám | Magyarország  | Graeser József és Eötvös Tibor    |
| Eugene Chaplin különdíja                        | Totti Alexis   | bohóc         | Spanyolország | Eugene Chaplin                    |
| Valérie Fratellini különdíja                    | Biritz Ákos    | gurtniszám    | Magyarország  | Valérie Fratellini                |

Megjegyzés
↑ megj. 1: Alapesetben a zsűri tagjai adták át a különdíjakat.

## Televíziós közvetítés
A fesztivál műsorát az MTVA felvette. A felvételekből készült két egy-egyórás összefoglalót a Duna először 2016. március 15-én tűzte műsorára.
| 1. Paul Chen – monocikli (Németország) 2. Totti Alexis – bohóc (Spanyolország) 3. Fratelli Rossi – ikária (Spanyolország) 4. Biritz Ákos – gurtniszám (Magyarország) 5. Isaac Aborah – zsonglőr (Ghána) 6. Duo Phykov – drótszám (Oroszország) 7. Family Urunov – Liberty: lovas szám (Oroszország) 8. The Gerlings – halálkerék (Kolumbia) 9. Trio Power Line – erőemelő szám (Magyarország) 10. Flying Farfans – fliegende (USA) 11. Totti Alexis – bohóc (Spanyolország) 12. Artists – görgőszám (Ukrajna) 13. Heejin D – handstand (Mongólia) 14. Skokov csoport – hintaszám (Oroszország) | 1. Emil Faltyny – létraszám (Csehország) 2. Jeton – zsonglőr (Németország) 3. Duo Trapeze – levegőszám (Oroszország) 4. Dias Brothers – ikária (Portugália) 5. Mr. Lorenz – bohóc (Olaszország) 6. Nicol Nicols – drótszám (Spanyolország) 7. X–Treme Brothers – handstand (Románia) 8. Extreme Fly – nyújtószám (Ukrajna) 9. Mr. Lorenz – bohóc (Olaszország) 10. Dias Sisters – létraszám (Portugália) 11. Sergiy Novikov – gurtniszám (Ukrajna) 12. Silver Power – erőemelő szám (Magyarország) 13. Duo Non-Stop – görgőszám (Ukrajna) 14. The Gerlings – magasdrótszám (Kolumbia) |

## Visszatérő művészek
| Előadó        | Szám       | Ország      | Előző év(ek)          |
| ------------- | ---------- | ----------- | --------------------- |
| Urunov-család | lovas szám | Oroszország | 2002 (Duo Dzen néven) |